# Canmore
Pour les articles homonymes, voir Canmore (homonymie).

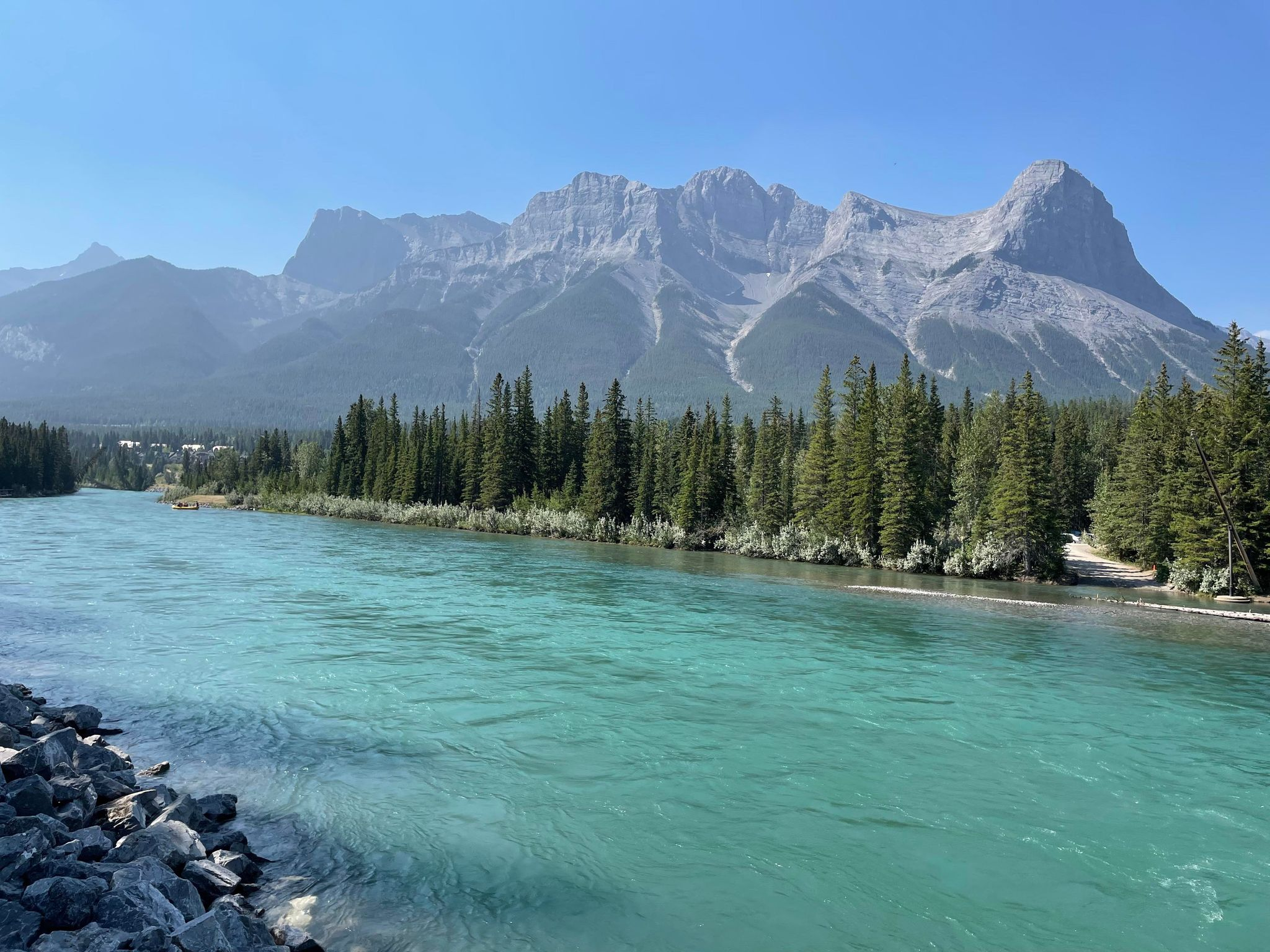
Bow river in Canmore

Canmore est une ville (town) située en Alberta (Canada), dans les Montagnes Rocheuses. Elle compte une population permanente de 11 599 habitants et une population itinérante de 4 818 personnes, représentant environ 29 % de la population totale,. La municipalité est située à 22 km à l'est du Parc national de Banff et à environ 105 kilomètres à l'ouest de Calgary. Ce site accueille les épreuves de la Coupe du monde de ski de fond depuis la fin des années 1980. La ville se caractérise également par une considérable proportion de la population ayant une connaissance de la langue française ; près d'un habitant sur cinq déclarant la maitriser et même plus du quart chez les moins de 20 ans (en constante progression).

## Histoire
La ville de Canmore fut officiellement nommé en 1884 par Donald A. Smith, un employé de la compagnie de chemin de fer Canadien Pacifique. Elle fut nommée en l'honneur de Malcolm III d'Ecosse dont le surnom était "Canmore" (du gaélique ceann mòr, qui signifie "grosse tête").
En 1886, la Reine Victoria accorda à la municipalité le droit d'exploiter du charbon. La première mine ouvrit ses portes l'année suivante.
Pendant les années 1970, le marché du charbon périclita. En 1979, la compagnie Canmore Mines Ltd. cessa ses opérations. L'année suivante, presque toutes les structures minières furent démolies.
Le site de Canmore reçut les épreuves de ski de fond et de biathlon lors des Jeux olympiques d'hiver de 1988. L'annonce de cet évènement relança l'économie de la ville en stimulant le marché touristique.

## Géographie et climat

### Géographie
Canmore est ceinturée de sommets montagneux. Les montagnes adjacentes et visibles de la ville sont la Montagne Grotto, le Mont Lady MacDonald, le Mont Lawrence Grassi et, les plus connues, les Trois Sœurs[réf. nécessaire].

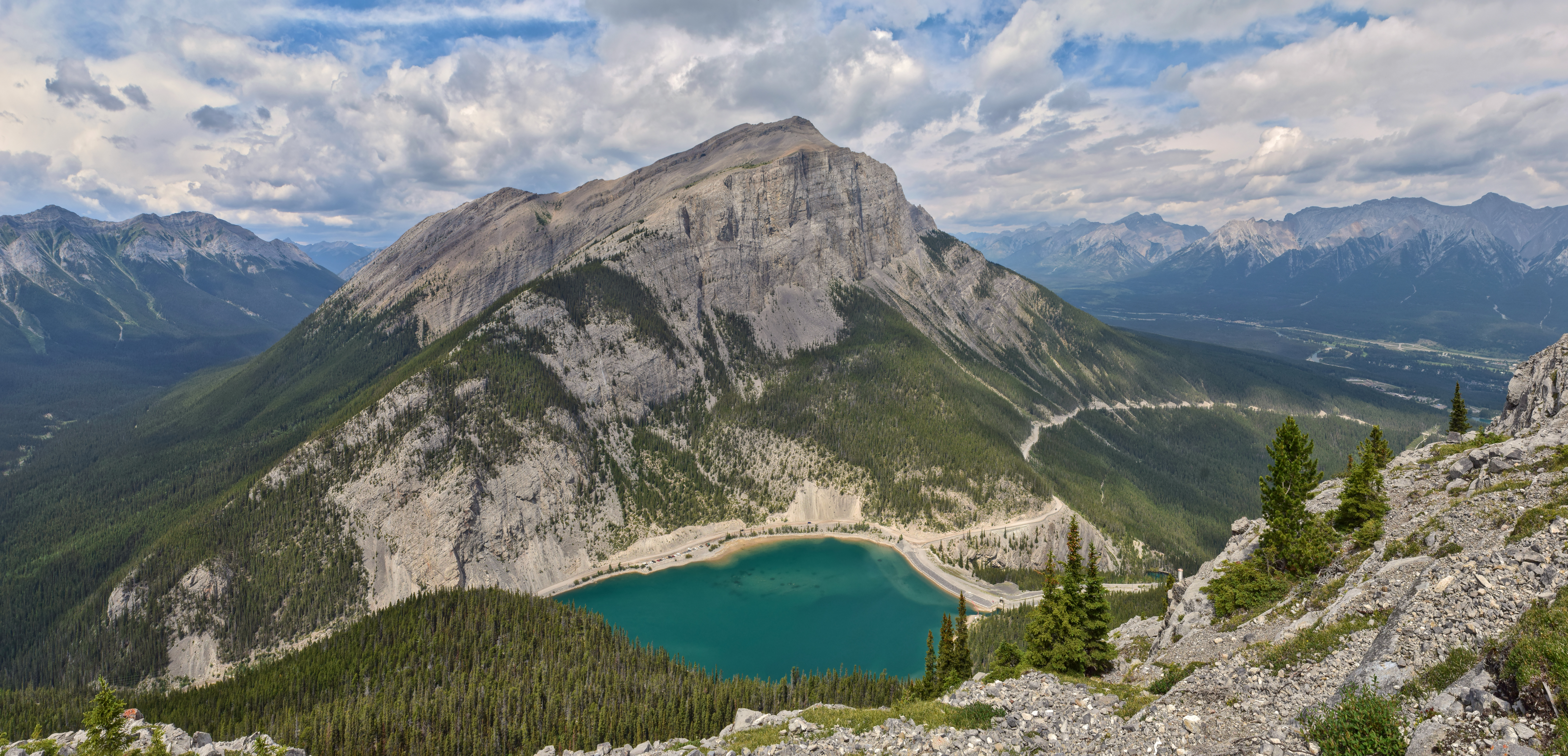
East End of Rundle et Whitemans Pond, à Canmore. Juillet 2023.

Canmore compte parmi les plus grandes villes de la province de l'Alberta quant à la superficie[réf. souhaitée].
Traversé par la Route transcanadienne, par le Chemin de fer Canadien Pacifique et par la Rivière Bow, Canmore est géographiquement situé à la croisée de plusieurs voies de transport importantes[réf. nécessaire].

### Climat
Le climat tempéré continental de Canmore est relativement doux comparé à la plupart des régions du Canada. Les étés sont courts et froids alors que les hivers sont longs et généralement ensoleillés et secs[réf. nécessaire].
En 2013, l'inondation de la fin juin en Alberta a causé des dégâts importants[réf. nécessaire].

## Démographie
| 2001   | 2006   | 2011   | 2016   | 2021   |
| ------ | ------ | ------ | ------ | ------ |
| 10 792 | 12 039 | 12 288 | 13 992 | 15 990 |